# Prosopocera subcretacea
Prosopocera subcretacea är en skalbaggsart som beskrevs av Stefan von Breuning 1958. Prosopocera subcretacea ingår i släktet Prosopocera och familjen långhorningar.
Artens utbredningsområde är Angola. Inga underarter finns listade i Catalogue of Life.